# Karin Lenzke
Karin Lenzke (* 27. Juli 1936 in Kanden, Landkreis Angerapp als Karin Susat) ist eine deutsche Hochspringerin.

## Biografie
Bei den Olympischen Spielen 1960 in Rom trat Lenzke im Hochsprung an. Allerdings konnte sie sich nicht für das Finale qualifizieren und belegte den 16. Rang.
Lenzke gewann bei den DDR-Meisterschaften 1960 und 1961 jeweils die Silbermedaille.
Ihr Söhne Jan und Ralph waren später erfolgreiche Sprinter.